# John Mendes
John Mendes (* 25. November 1926 in Siparia, Trinidad und Tobago; † 24. Juni 2005) war ein trinidadischer Geistlicher und römisch-katholischer Weihbischof in Port of Spain.

## Leben
John Mendes empfing am 1. November 1953 das Sakrament der Priesterweihe. 
Am 25. Oktober 1988 ernannte ihn Papst Johannes Paul II. zum Titularbischof von Elephantaris in Proconsulari und zum Weihbischof in Port of Spain. Papst Johannes Paul II. spendete ihm am 6. Januar 1989 die Bischofsweihe; Mitkonsekratoren waren der Substitut im Staatssekretariat des Heiligen Stuhls, Kurienerzbischof Edward Idris Cassidy, und der Sekretär der Kongregation für die Evangelisierung der Völker, Kurienerzbischof José Sánchez. Von 1989 bis 1993 war er Rektor des Priesterseminars „St. John Vianney and the Ugandan Martyrs“ in Tunapuna.
Am 16. Januar 2002 nahm Johannes Paul II. das von John Mendes aus Altersgründen vorgebrachte Rücktrittsgesuch an.